# Überlastkontrolle
Bei Überlast- oder Staukontrolle (auch Überlast- und Stausteuerung) handelt es sich um Methoden, die es ermöglichen sollen, dass technische Systeme bei möglichst hoher Leistung betrieben werden können, ohne dass sie dabei beschädigt werden.

## Überlaststeuerung (Overload Control)
Unter Überlaststeuerung allgemein versteht man all die Maßnahmen und Techniken, die mit dem Ziel eingeführt werden, laufende technische Systeme vor Überlastung jeglicher Art zu schützen. Zu einer Systemüberlastung kann es kommen, wenn die Anforderungen an das System mehr Ressourcen des Systems verbrauchen als das System in dem zur Bewältigung der Anforderungen erforderlichen Zeitraum zur Verfügung hat. Je nach Art des Systems können dabei verschiedene Ressourcen eine Rolle spielen wie:
- Motorleistung im Maschinenbau und Automobilindustrie
- Prozessorleistung auf dem Gebiet der Computertechnik
- mechanische Festigkeit von Bauteilen
- Spannungsfestigkeit elektrischer und elektronischer Komponenten
- Lagerkapazität in Logistiksystemen
- Speicherkapazität in der Computertechnik
- Transportkapazität in Logistikunternehmen oder in der Verkehrsplanung
- Kanalkapazität (verfügbare Datenübertragungsraten) in Computernetzen

## Stausteuerung (Congestion Control)
Unter Stausteuerung versteht man Techniken zur Vermeidung und Auflösung von Staus (engl. congestion) sowohl in der Verkehrsplanung von Personen und Fahrzeugen als auch im Verkehr von paketvermittelten Computernetzwerken. 
Durch hohe Dienstgüte-Anforderungen, immer komplexere Netzstrukturen und den Zwang zur effizienten Ausnutzung der Backbone-Datenrate in modernen Netzwerken reicht häufig eine einfache Flusskontrolle und das Retransmissions-Verfahren (Best Effort Service) nicht mehr aus, so dass komplexere Verfahren angewendet werden müssen, wie:
- Der verbreitetste Mechanismus zur Stauvermeidung ist die Garantie einer maximalen Datenrate vom Client bis zum Server über das gesamte Netzwerk hinweg mit entsprechenden Signalisierungsprotokollen (z. B. RSVP, MPLS). Dies wird auch Integrated Service (IntServ) genannt.

- Beim Differentiated Service (DiffServ) wird die Einhaltung von Verkehrsverträgen dagegen nur durch die Stausteuerung in Routern oder Switches umgesetzt. Die Steuerung erfolgt durch die Paketklassifikation, Queueing und verschiedene Algorithmen, nach denen die Datenpakete aus den Warteschlangen zur Übertragung weitergeleitet werden.

Da diese Mechanismen nicht nur bei Verkehrsstaus, sondern generell zur Formung des Verkehrs zur besseren Auslastung von Netzwerkverbindungen benutzt werden können, sind auch Bezeichnungen wie Traffic Shaping oder deutsch Verkehrsformung bzw. Verkehrsflussformung verbreitet.